# Tramlijn 4 (Antwerpen)
De Antwerpse tramlijn 4 verbond tot 31 augustus 2023 de Zwaantjes in Hoboken met de keerlus Groenenhoek in Berchem.  De lijn is een samenvoeging van de voormalige tramlijn 4 (Hoboken - Groenplaats) met de voormalige tramlijn 8 (Groenplaats - Silsburg) en werd op maandag 7 november 2022 ingekort tot de keerlus Groenenhoek. Op zaterdag 1 juli 2023 juli werd ze verder ingekort tot het gedeelte tussen de keerlussen Groenenhoek en Zwaantjes. Vanaf 1 september 2023 werd ze verder ingekort zoals voor 2012 tot de Groenplaats. De tram rijdt nu sinds die datum tussen de Zwaantjes en de Groenplaats.

## Traject
Sint-Bernardsesteenweg - Kolonel Silvertopstraat - Brederodestraat - Brusselstraat - Bolivarplaats - Emiel Banningsstraat - Lambermontplaats - Leopold de Waelstraat - Leopold de Waelplaats - Volkstraat - Nationalestraat - Groenplaats.

## Geschiedenis
Op 20 juni 1875 werd de paardentram tot grens Kiel in gebruik genomen. Deze werd verlengd tot Hoboken op 16 juli 1876. Vanaf 15 december 1902 reed de tram elektrisch. In 1936 werden tramlijn 3 en 4 tot één lijn Merksem – Centraal Station – Groenplaats – Zuidstation - Hoboken (via de Nationalestraat en de Lambermontplaats) samengebracht omdat er op de Groenplaats te veel tramlijnen eindigden en de situatie onoverzichtelijk was. Na de Tweede Wereldoorlog werden beide tramlijnen weer losgekoppeld. Tram 4 reed weer vanaf Hoboken naar de Groenplaats. Tramlijn 4 was het onderwerp voor een derde premetrolijn in noord-zuidrichting met als premetrostations: Klapdorp, Melkmarkt, Groenplaats (kruisstation), Sint-Andries en Tropisch Instituut. In de Volksstraat zou de tramlijn dan terug bovenkomen. In 1993 werd tram 4 verlengd tot de Sint-Pietersvliet, zodat er vanaf dan geen tramlijnen meer eindigen op de Groenplaats.
Wegens werken in de Nationalestraat werd lijn 4 vanaf 2 mei 2012 vanuit Hoboken beperkt tot de Marnixplaats (laatste halte De Vrière) en reed niet meer verder tot de Sint-Pietersvliet. Lijn 4 zou daar ook niet meer terugkeren, want in het kader van de nethervorming van 2012 werd sinds 9 februari 2013, tram 4 via de Leien aan tram 8 gekoppeld. Op 30 maart 2013 reed tram 4 weer door de Nationalestraat en nam vanaf de Groenplaats het voormalige traject van tram 8 over tot in Silsburg. Vanaf zaterdag 6 december 2014 werd het nieuwe tramgedeelte in de Brusselstraat in gebruik genomen. Lijn 4 rijdt nu vanaf Hoboken en het Zuidstation via de Bolivarplaats en het Museum langs de Nationalestraat en Groenplaats richting Silsburg. De sporen in de Geuzenstraat en De Vrièrestraat blijven enkel nog als dienstspoor behouden.
Van 8 januari 2018 tot 23 april 2019 reed tram 4 (Hoboken - Groenplaats) van Hoboken slechts tot de Groenplaats en wegens werken aan de Guldenvliesstraat niet meer tussen de Groenplaats en Silsburg. Een pendeltram 4 (Sint-Pietersvliet - Groenenhoek) reed vanaf 8 januari tot het begin van de werken op 19 maart 2018 tussen Sint-Pietersvliet en de keerlus Groenenhoek aan het Berchemstation.
Van 27 juni 2018 (begin zomerregeling) tot einde werken in de Guldenvliesstraat op 23 april 2019 reed bus 40 als pendelbus op de lijn van tram 4 tussen de Nationale Bank en het station van Berchem. Sinds 23 april 2019 heeft tram 4 terug zijn normale reisweg van Hoboken naar Silsburg hernomen.
Van maandag 6 augustus 2018 tot 5 april 2019 werd tramlijn 4 wegens werken in Hoboken tijdelijk ingekort van de Groenplaats tot een keerdriehoek tussen de halte Steynstraat en de Kioskplaats.
In 2015 vervoerde deze tramlijn 8.056.707 passagiers
Vanaf maandag 23 maart 2020 tot en met donderdag 14 mei reed tramlijn 4 wegens een tekort aan personeel in verband met de Coronacrisis in België maar om het half uur (30 minuten). Op vrijdag 15 mei begonnen de scholen weer stilaan te openen en werd ook het tramverkeer hierop aangepast.
Sinds maandag 7 november 2022 is tramlijn 4 ingekort tot de keerlus Groenenhoek. Later zal de tramlijn 4 terug verlengd worden naar een nieuwe keerlus aan de Sint-Jozefskerk op de Boekenberglei.
Sinds zaterdag 1 juli 2023 werd tramlijn 4 in Hoboken verder ingekort tot de Zwaantjes. Er rijdt een pendelbus tussen de Zwaantjes en Lelieplaats in Hoboken.
Van vrijdag 1 september 2023 tot zondag 29 oktober 2023 reed tramlijn 4 niet door de Lange Leemstraat wegens werken aan het kruispunt met de Belgiëlei zodat de lijn tijdelijk werd ingekort tot het traject van de Zwaantjes tot de Groenplaats.
Van dinsdag 4 juni 2024 tot maandag 24 juni 2024 was door meerdere breuken van de op verschillende plaatsen weggeroeste sporen op de Borsbeekbrug daar geen tramverkeer mogelijk. In het weekend van 22 op 23 juni 2024 werden de weggeroeste sporen vervangen zodat er daar terug tramverkeer mogelijk was. Van 4 tot 24 juni reed tramlijn 4 vanaf de halte Nationale Bank via de Frankrijklei, Franklin Rooseveltplaats en Gemeentestraat naar het Astridplein om daar als eindhalte Centraal Station in de plaats van Berchem Station te bedienen. Straten als de Lange Leemstraat en de Gulden Vliesstraat waar de tram niet meer reed werden door een pendelbus bediend die van de halte Nationale Bank via halte Berchem Station en halte Eksterlaar naar halte Silsburg als beginhalte van tramlijn 9 reed.

## Toekomst
Er is een plan om deze lijn 4 niet meer naar het Eksterlaar te laten rijden maar vanaf de Gitschotellei via Drakenhoflaan, Borsbeeksteenweg, De Robianostraat en zo verder door Borsbeek naar Wommelgem te verlengen.

### Plan 2021
Volgens plan 2021 zou vanaf eind 2021 lijn M4 vanaf de Lelieplaats in Hoboken haar huidige lijn volgen tot aan het station Antwerpen-Zuid. Vandaar volgt de lijn M4 het traject van de vroegere tramlijn 10 tot aan de eindhalte Fortveld Wijnegem. Het verdere traject van de huidige tramlijn 4 tot halte Cuperus zou worden overgenomen door lijn T10. Tussen de halte Cuperus en de halte Eksterlaar rijden de lijnen M9 en T10 samen en tot de halte Florent Pauwels rijdt enkel de lijn M9 waar kan overgestapt worden op lijn T13 om zo op de oude eindhalte Silsburg Krijgsbaan te komen van de vroegere tramlijnen 4 en 24 (Zie ook Nethervorming basisbereikbaarheid). Er werd besloten om dit plan uit te stellen omdat er eerst voldoende nieuwe trams moeten zijn voor dit plan wordt uitgevoerd.

## Materieel

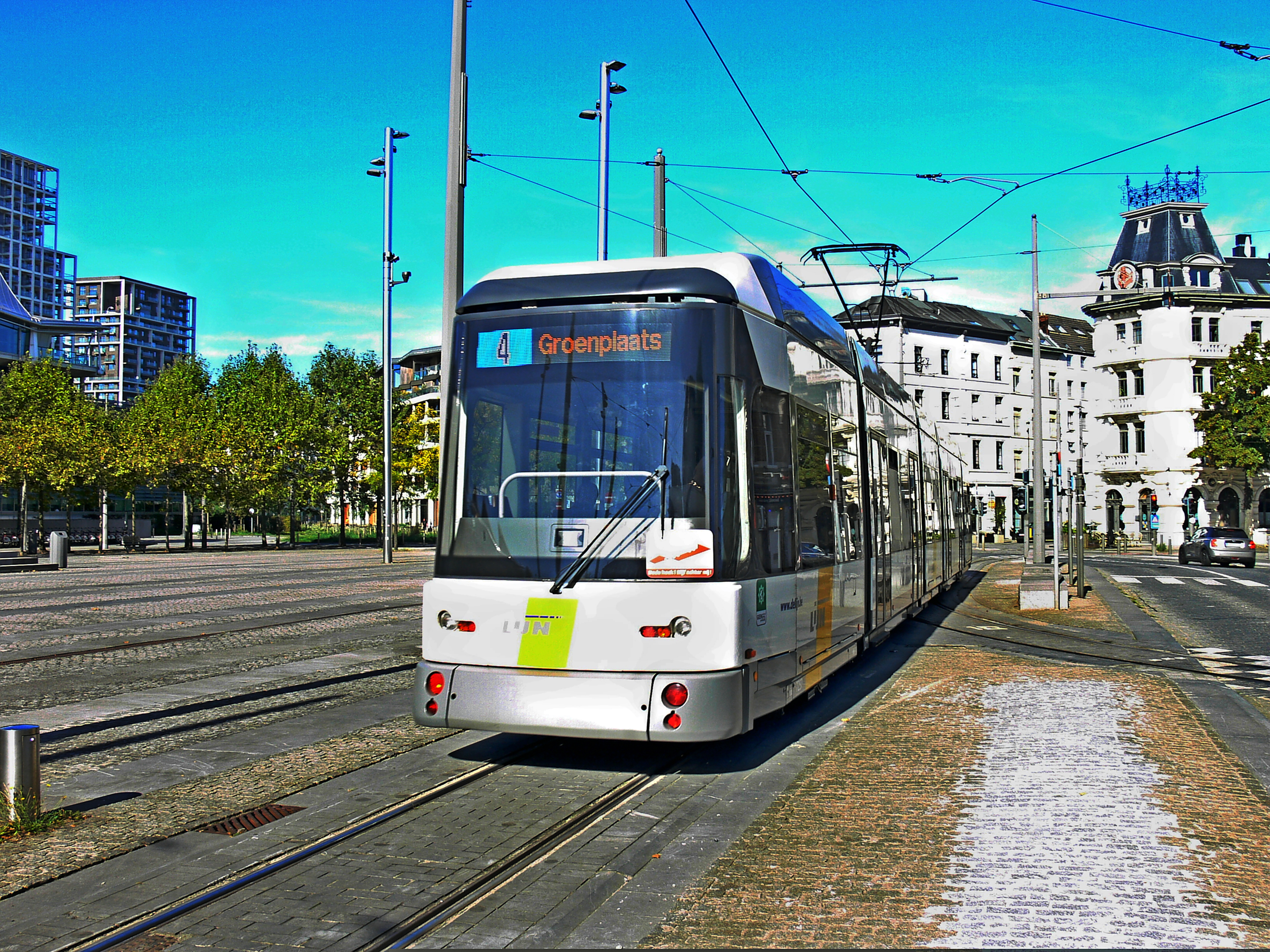
Hermelijn op lijn 4 aan het Vlinderpaleis

Momenteel (september 2023) rijden hoofdzakelijk Hermelijnen op deze lijn eventueel aangevuld met Gekoppelde PCC2.
Op deze lijn reden alle materiaaltypes van het Antwerpse tramnet: enkelvoudige en gekoppelde PCC-trams, Hermelijnen en sinds 17 maart 2016 worden er ook vijfdelige Albatrostrams ingezet. Sinds 8 januari 2018 worden op de ingekorte tramlijn Hoboken - Groenplaats enkel nog PCC-trams ingezet. 

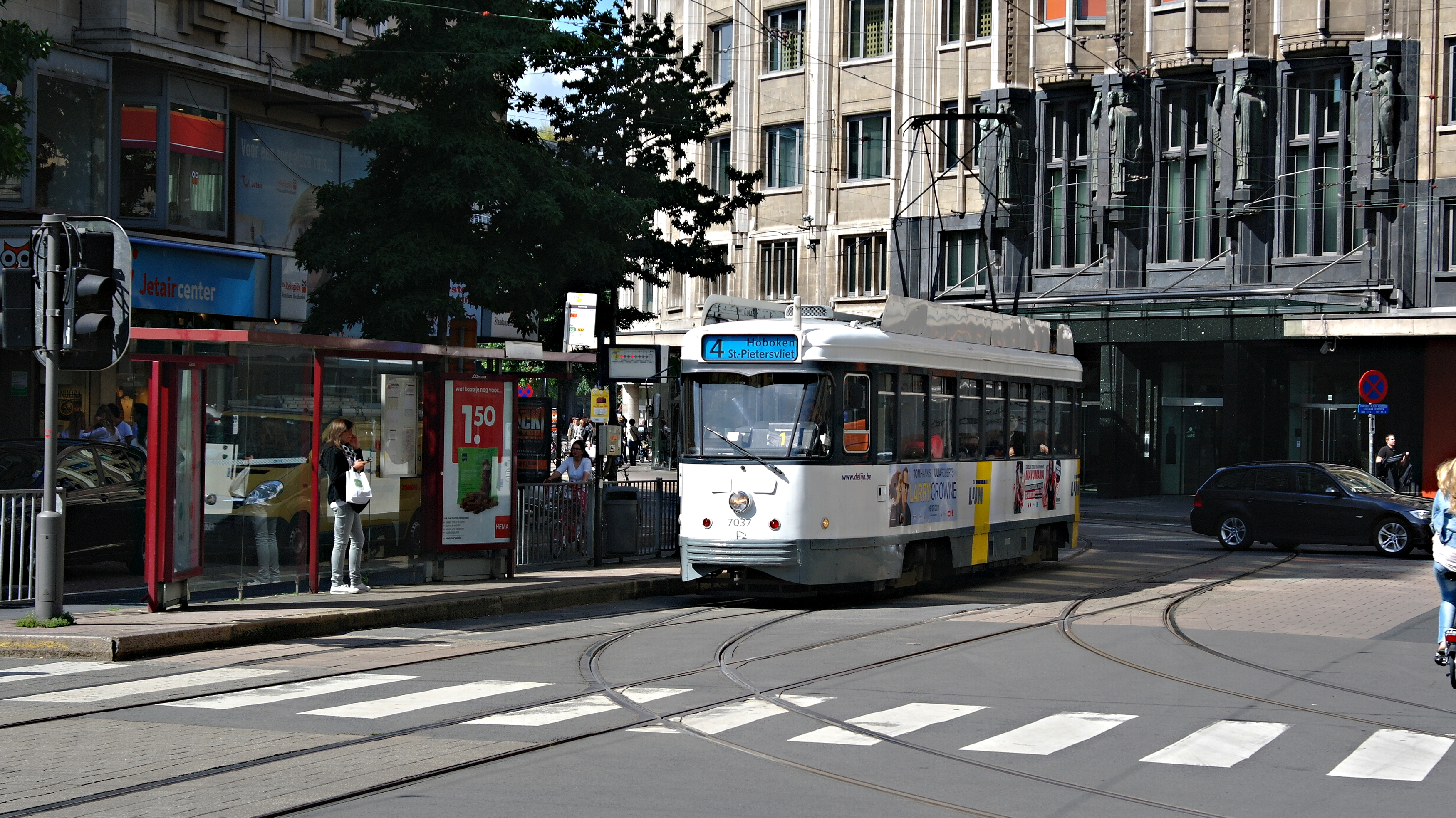
PCC-car 7037, bouwjaar 1960, op lijn 4 op de Meirbrug, 20 augustus 2011.
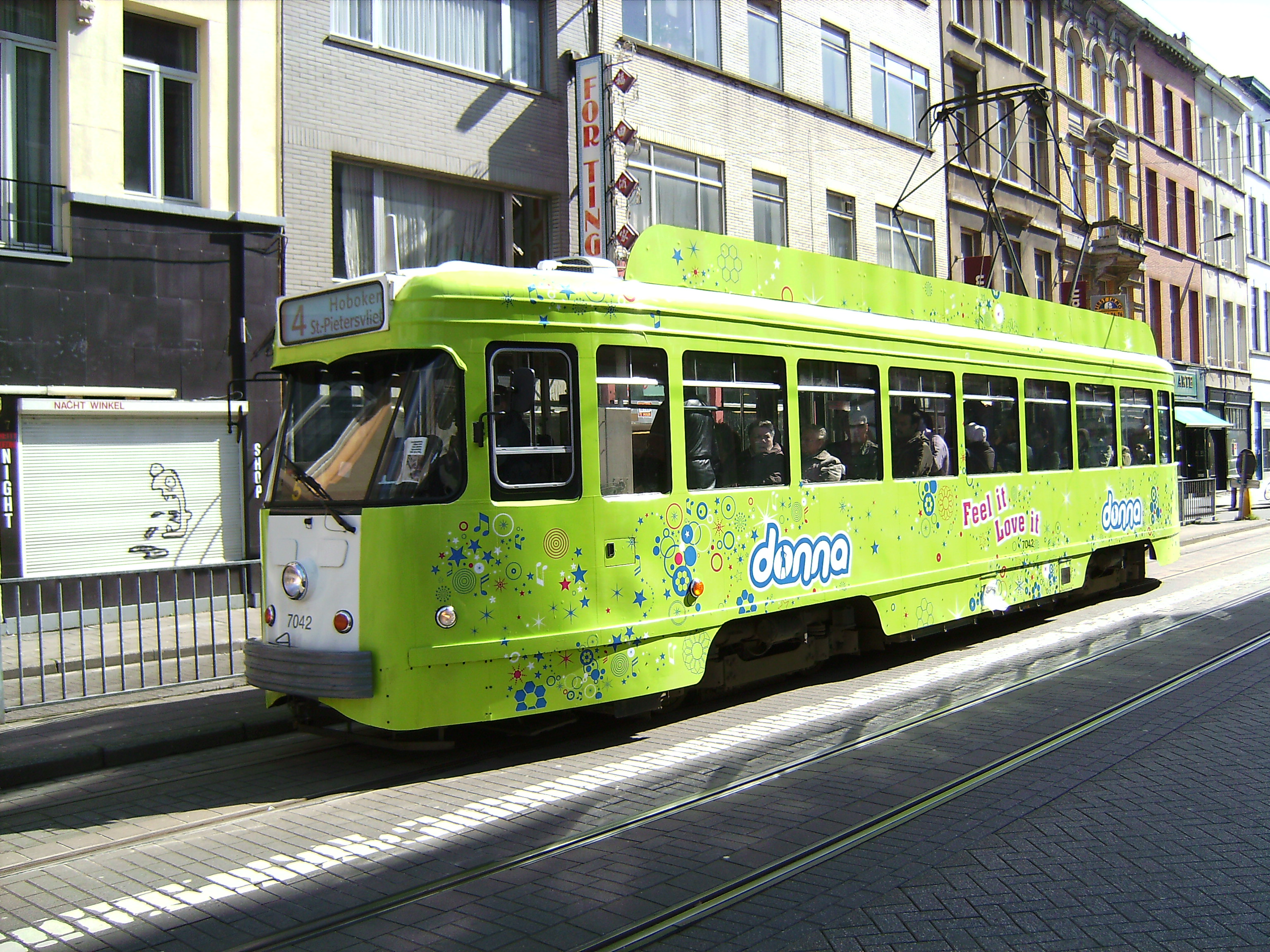
PCC 7042, bouwjaar 1961, op lijn 4 in de Geuzenstraat, 2008.
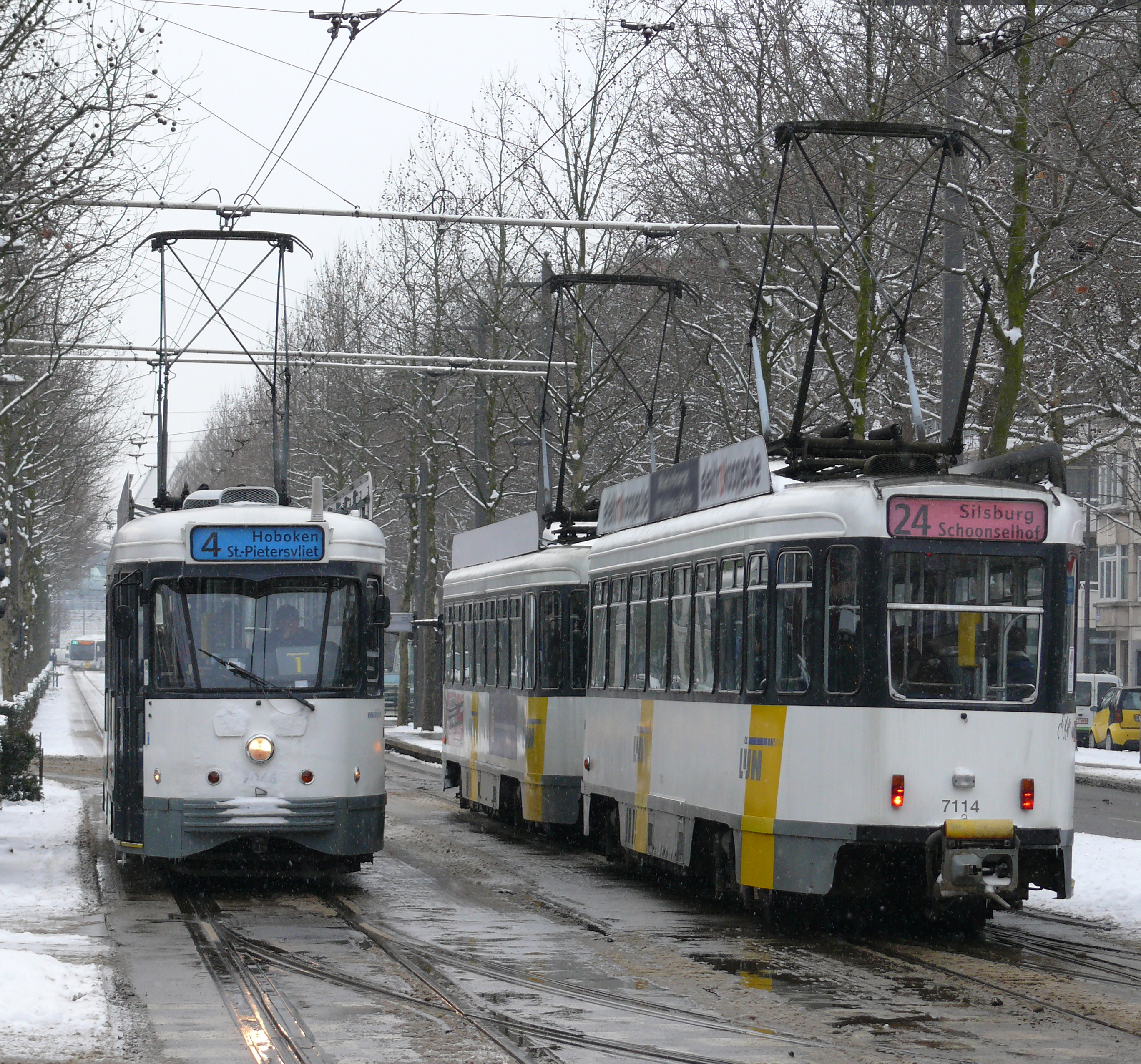
Amerikalei.
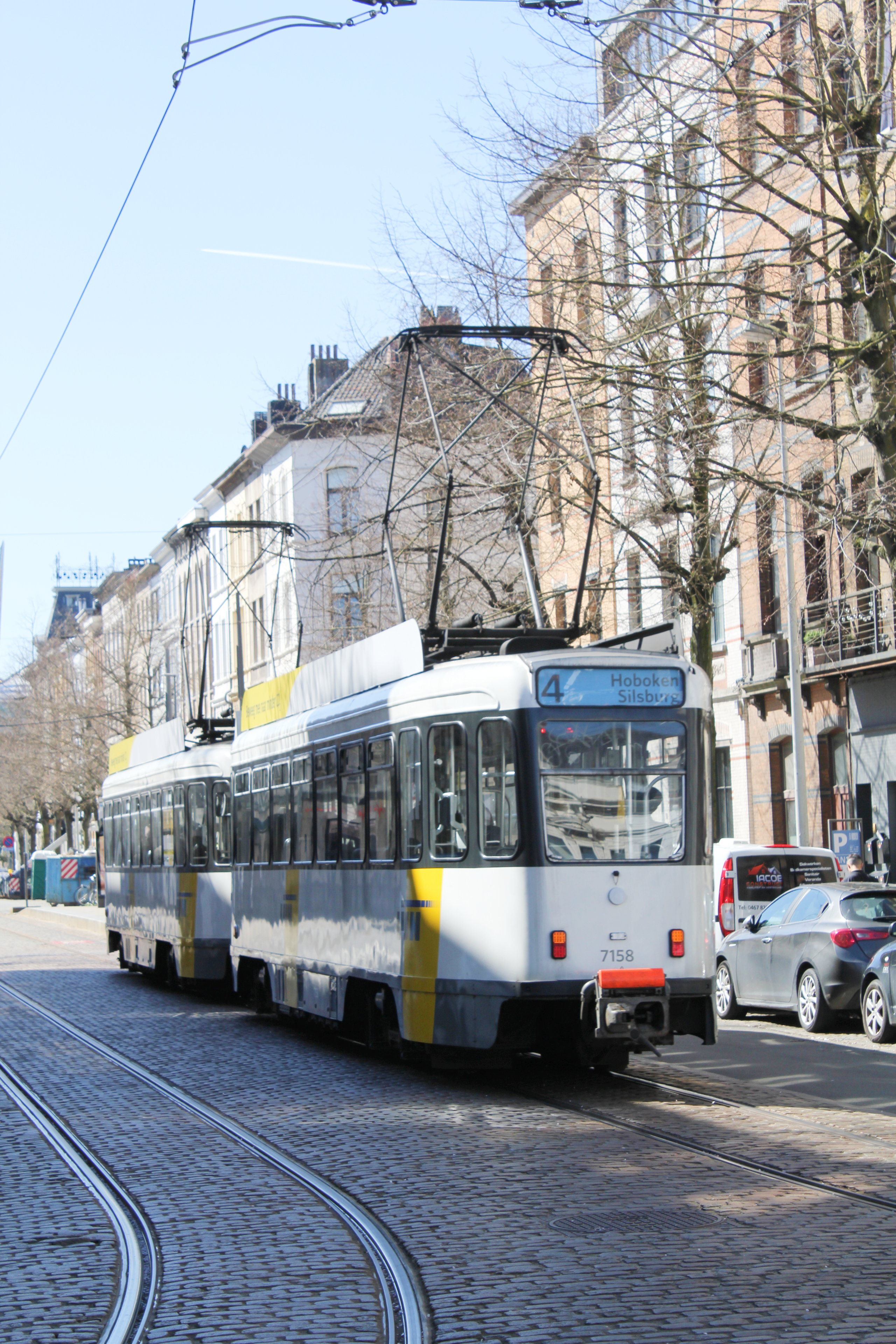
Emiel Banningstraat

## Kleur
De kenkleur op het koersbord van deze lijn is een zwart cijfer met het getal 4 op een lichtblauwe achtergrond: . De komende lijn M4 krijgt een witte tekst op een paarse achtergrond: M4